# Mukrampur Khema
Mukrampur Khema – miasto w północnych Indiach w stanie Uttar Pradesh, na Nizinie Hindustańskiej.
Populacja miasta w 2001 roku wynosiła 11 127 mieszkańców.